# Chuzelles
Chuzelles település Franciaországban, Isère megyében. Lakosainak száma 2347 fő (2022. január 1.). Chuzelles Simandres, Vienne, Serpaize, Seyssuel, Communay és Villette-de-Vienne községekkel határos.

## Népesség
A település népességének változása:
| Lakosok száma | 705  | 1209 | 1681 | 2040 | 2019 | 2008 | 2181 | 2260 | 2300 | 2347 |
|               | 1968 | 1982 | 1990 | 2006 | 2013 | 2015 | 2017 | 2019 | 2020 | 2022 |